# Мазуренко, Алексей Ефимович
Алексе́й Ефи́мович Мазуре́нко (7 [20] июня 1917, Степовое, Херсонская губерния — 11 марта 2004, Санкт-Петербург) — советский лётчик штурмовой и бомбардировочной авиации ВМФ СССР в годы Великой Отечественной войны, дважды Герой Советского Союза (23.10.1942, 5.11.1944). Генерал-майор авиации (1962).

## Биография
Родился в украинской крестьянской семье, на хуторе Степовой Устиновской волости Елисаветградского уезда Херсонской губернии (ныне — село Степовое Кропивницкого района, Кировоградской области Украины).
Ещё в детстве с семьёй переехал в город Шахты, где окончил 7 классов средней школы № 7 (полное среднее образование позднее получил в вечерней школе) и работал путейцем в трамвайном парке, затем — электрослесарем на шахте «Октябрьская Революция». Учился в планерной школе, а затем в аэроклубе города Шахты, который окончил в 1938 году.
В октябре 1938 года призван на военную службу в Рабоче-Крестьянский Красный Флот и направлен в Военно-морское авиационное училище имени Сталина в городе Ейске, которое окончил в 1940 году. Направлен для прохождения службы в ВВС Балтийского флота, где в марте 1941 года назначен младшим лётчиком 1-го минно-торпедного авиационного полка.
В Великой Отечественной войне 1941—1945 участвовал с первых дней в составе того же полка, где летал на ДБ-3ф и выполнил 32 боевых вылета. В октябре 1941 года был переведён пилотом в 57-й бомбардировочный авиационный полк ВВС Балтийского флота, освоил Ил-2, в апреле 1942 года стал в этом полку командиром звена. Участвовал в Прибалтийской оборонительной операции, в обороне Ленинграда и в борьбе с немецким и финским судоходством на Балтике.
К концу декабря 1941 года пилот 57-го скоростного бомбардировочного авиационного полка 8-й бомбардировочной авиационной бригады ВВС Балтийского флота младший лейтенант А. Е. Мазуренко совершил 45 успешных боевых вылетов на штурмовике Ил-2 и нанёс большой урон врагу, уничтожив лично и в группе 10 танков, 18 бронемашин, 115 автомашин, 1 тяжёлое артиллерийское орудие, 9 орудий полевой артиллерии, 14 зенитных орудий, 17 зенитных пулемётных точек, 22 повозки, 10 цистерн, много живой силы противника. По неясным причинам это представление «бродило» по вышестоящим штабам свыше 10 месяцев, за это время он успел получить свой второй орден Красного Знамени, к которому был представлен в мае 1942 года за совершение 85-ти боевых вылетов.
Указом Президиума Верховного Совета СССР от 23 октября 1942 года младшему лейтенанту Мазуренко Алексею Ефимовичу «за образцовое выполнение боевых заданий Командования на фронте борьбы с германским фашизмом и проявленные при этом отвагу и геройство» присвоено Звание Героя Советского Союза с вручением ордена Ленина и медали «Золотая Звезда» присвоено
В октябре 1942 года отозван с фронта и направлен на учёбу. В январе 1943 года окончил Курсы усовершенствования начальствующего состава ВВС ВМФ. Член ВКП(б) с 1942 года.
С января 1943 года воевал старшим лётчиком-инструктором по штурмовой авиации в Управлении боевой подготовки Главного управления ВВС ВМФ. В этой должности выезжал в длительные боевые командировки в ВВС Северного и Черноморского флотов, где принимал личное участие в формировании, обучении и слаживании, а также в первых боевых вылетах 46-го штурмового авиационного полка Северного флота (выводя в бой своих «подопечных», лично потопил в Баренцевом море 1 тральщик и 1 транспорт), а осенью 1943 года — в Новороссийско-Таманской наступательной операции.
С января 1944 года и до Победы — командир 7-го гвардейского штурмового авиационного полка в составе ВВС Балтийского флота. Во главе полка участвовал в Ленинградско-Новгородской, Нарвской, Прибалтийской, Восточно-Прусской, Восточно-Померанской, Берлинской наступательных операциях.
Оставаясь до последних дней войны летающим командиром, Алексей Мазуренко сам водил полк на все важные боевые задания. К 17 августа 1944 года он совершил 202 боевых вылета, в которых потопил лично 8 кораблей противника (5 транспортов и 3 тральщика) и 22 в составе группы (6 транспортов, 6 тральщиков, 1 сторожевой корабль, 2 быстроходные десантные баржи, 7 сторожевых катеров). Также в этих вылетах уничтожил и большое количество боевой техники на суше лично и в составе группы: 21 танк, 185 автомашин, 18 бронемашин, 33 зенитных автомата, 9 полевых орудий, 33 повозки и другая техника.
Указом Президиума Верховного Совета СССР от 23 октября 1942 года гвардии подполковник А. Е. Мазуренко удостоен второй медали «Золотая Звезда».
К 9 мая 1945 года гвардии подполковник Мазуренко выполнил 257 боевых вылетов, потопил лично 10 (7 транспортов и 3 тральщика) и в составе группы 32 кораблей и судов врага. Последняя его победа — лично потопленный 5 мая 1945 года в Померанской бухте танкер водоизмещением до 8000 тонн.
После войны продолжил службу в ВМФ. Полк под его командованием был передислоцирован на аэродром у города Колобжег (Польша). С декабря 1946 года — командир 60-го штурмового авиаполка ВВС Тихоокеанского флота. С июня 1947 по январь 1949 года — помощник и заместитель командира 15-й смешанной авиационной дивизии ВВС 7-го ВМФ (г. Советская Гавань, Хабаровский край).
В 1949 году окончил Высшие офицерские лётно-тактические курсы авиации ВМС СССР (Рига), после чего сразу же был направлен учиться в академию и в 1953 году окончил авиационный факультет Военно-морской академии имени К. Е. Ворошилова.
С января 1953 года командовал 24-й гвардейской истребительной, а с ноября 1953 — 601-й штурмовой авиационными дивизиями на 4-м ВМФ (Балтийское море). С ноября 1954 по апрель 1955 года находился в распоряжении Главнокомандующего ВМФ СССР, после чего назначен членом Научно-технического комитета ВМФ. С января 1961 года служил начальником 25-го учебного отряда ВВС ТОФ (Владивосток). С сентября 1964 года — начальник специального факультета Ленинградского высшего военно-морского инженерного училища в городе Пушкин Ленинградской области. С ноября 1969 года — заместитель начальника Военно-морской академии по материально-техническому обеспечению. С августа 1972 года генерал-майор авиации А. Е. Мазуренко — в запасе.
Жил в Ленинграде (с 1991 — Санкт-Петербург). Работал директором Ленинградского коньячного завода «Арарат», с 1982 по 1997 годы — директором Дворца культуры милиции имени Ф. Э. Дзержинского. Являлся членом Комитета ленинградских ветеранов войны и военной службы — однополчан.
Похоронен в Санкт-Петербурге, на Никольском кладбище Александро-Невской лавры.

## Награды
- Две медали «Золотая Звезда» Героя Советского Союза (23 октября 1942 — № 750; 5 ноября 1944 — № 33/II);
- орден Почёта (Российская Федерация, 6 августа 1997) — за многолетнюю плодотворную работу по патриотическому воспитанию молодёжи[13];
- орден Ленина (23 октября 1942);
- три ордена Красного Знамени (24 ноября 1941, 9 июня 1942, 22 июня 1944);
- орден Ушакова II степени (17 мая 1945);
- два ордена Отечественной войны I степени (10 сентября 1943, 11 марта 1985);
- орден Красной Звезды (3 ноября 1953);
- медаль «За боевые заслуги» (20 июня 1949);
- медали;
- почётный гражданин Санкт-Петербурга (21 мая 1999)[14];
- орден «За мужество» III степени (Украина, 15 мая 2003) — за весомый личный вклад в развитие сотрудничества между Украиной и Российской Федерацией в социально-экономической и гуманитарной сферах[15]..

## Воинские звания
- младший лейтенант (14 декабря 1940)
- лейтенант (19 февраля 1942)
- капитан (15 мая 1942, внеочередное, минуя звание старшего лейтенанта)
- майор (23 октября 1942)
- подполковник (14 июля 1944)
- полковник (23 марта 1949)
- генерал-майор авиации (27 апреля 1962)

## Память
- Бронзовый бюст дважды Героя Советского Союза установлен в посёлке Устиновка Кировоградской области Украины.
- Улица Мазуренко, находится в Нахимовском районе Севастополя, на Северной стороне. На одном из домов этой улицы установлена мемориальная доска.
- Также именем Героя названы улица в городе Советская Гавань и переулок в городе Шахты.